# Michael Stavarič
 (mars 2023).
Si vous disposez d'ouvrages ou d'articles de référence ou si vous connaissez des sites web de qualité traitant du thème abordé ici, merci de compléter l'article en donnant les références utiles à sa vérifiabilité et en les liant à la section « Notes et références ».
Œuvres principales
Brenntage (2011) 
Böse Spiele (2009)
Terminifera (2007)
stillborn (2005)
Michael Stavarič (né le 7 janvier 1972 à Brno) est un écrivain et traducteur austro-tchèque. Il vit et travaille à Vienne.

## Biographie
Michael Stavarič est arrivé à l'âge de 7 ans en Autriche. Ses parents avaient le projet de partir au Canada, mais se sont finalement rabattus sur une petite ville autrichienne, Laa an der Thaya, tout près de la frontière tchèque. Il y a passé toute sa scolarité avant de partir à Vienne pour faire des études de journalisme et communication.
On pourrait facilement établir un parallèle entre son mémoire de maîtrise (1998) portait sur "Les structures linguistiques des gros titres dans Mladá fronta Dnes et Blesk", deux journaux tchèques, et sa vie d'écrivain, qui jongle aussi entre deux pays et deux langues.
Après ses études il a occupé des fonctions diverses (dans le PEN Club international, secrétaire auprès de l'ambassadeur tchèque, chargé de cours à l'université de Vienne, lecteur éditorial pour divers éditeurs) et a écrit des articles pour le magazine hebdomadaire et viennois Falter. Puis il a pu publier ses premiers écrits dans des revues littéraires.
Michael Stavarič vit et travaille aujourd'hui à Vienne.

## Œuvre
Dans l’œuvre de Michael Stavarič comportant des romans, de la poésie, des essais, des livres pour enfants, le jeu créatif et formel avec la langue est très important.
Chaque projet présente ainsi une approche différente à la langue et ses registres, d'une prédominance de l'oral et phonétique jusqu'aux emprunts à la langue des fables et des contes, entre le réel et le sur-réel, souvent imprégnée d'une ironie pince-sans-rire.

## Prix
- 2009 : Prix national d'Autriche pour la littérature de jeunesse pour BieBu
- 2008 : Prix Adalbert-von-Chamisso pour Terminifera
- 2002 : International Poetry Competition Award